# Kotna hitrost
Kótna hitróst je v fiziki količina, določena kot odvod zasuka po času:
{\displaystyle \omega ={\frac {\mathrm {d} \varphi }{\mathrm {d} t}}\!\,.}
Običajno se jo označuje z malo grško črko ω.
Kotna hitrost meri zasuk pri vrtenju v časovni enoti in je tako premo sorazmerna s frekvenco ν, ki meri število obratov v časovni enoti. Sorazmernostni faktor je kot, ki ustreza zasuku za en obrat, 2π:
{\displaystyle \omega =2\pi \nu \!\,.}
Enota za merjenje kotne hitrosti je s−1 ali Hz. Pri tem se privzame, da je zasuk merjen v radianih.
Kotna hitrost je vektor (psevdovektor); njen vektorski produkt s krajevnim vektorjem točke pri vrtenju da obodno hitrost te točke:
{\displaystyle {\vec {\mathbf {v} }}={\vec {\boldsymbol {\omega }}}\times {\vec {\mathbf {r} }}\!\,.}
Pri tem velja pravilo desne roke. Kotno hitrost se lahko zapiše tudi kot:
{\displaystyle {\vec {\boldsymbol {\omega }}}={\frac {{\vec {\mathbf {r} }}\times {\vec {\mathbf {v} }}}{|{\vec {\mathbf {r} }}|^{2}}}\!\,.}